# جون بيكر وايت (محامي)
جون بيكر وايت (بالإنجليزية: John Baker White) هو محامي أمريكي، ولد في 24 أغسطس 1868 في رومني في الولايات المتحدة، وتوفي في 2 يونيو 1944 في روبرت في الولايات المتحدة.